# Zacatecas (by)
 For alternative betydninger, se Zacatecas. (Se også artikler, som begynder med Zacatecas)
Zacatecas er hovedstaden i den mexicanske stat Zacatecas. Byen ligger i den centrale del af landet. I 2005 var indbyggertallet omkring 122 889. Byen er bl.a. kendt for produktion af sølv.
Navnet Zacatecas er fra Natualtl. Ordet zacatl er en slægt af græsser som er udbredt i området.
Byen blev grundlagt 8. september 1546.
- Wikimedia Commons har flere filer relateret til Zacatecas (by)

1. ↑  www.inegi.org.mx (fra Wikidata).